# Montalais

Erb rodu Montalais: „Vincere aut mori” - Zvítězit nebo zemřít.

Montalais [mõˈtalé] byl mocný francouzský šlechtický rod, jehož hlavy byly po většinu dějin rodu nazývány pány z Chambellay, a to podle názvu panství v historické krajině Anjou, jež rodina vlastnila. Historie rodu se datuje od 14. do 18. století. Prvním známým pánem z Chambellay byl Phillippe de Montalais, jehož manželství s Thomasse de Chemillé je uvedeno v listinách opatství v La Roë z roku 1312. Rod Montalais odvozoval svůj původ od starého francouzského šlechtického rodu Luisignanů.
Posledním mužským potomkem rodu byl Pierre de Montalais, který měl dvě dcery, ale neměl syna, který by převzal panství a zajistil pokračování rodu. Poněvadž dcery si podle tehdejšího práva ani po eventuální svatbě nemohly ponechat svůj rodný šlechtický titul, rod de Montalais po Pierrově smrti zanikl. Posledním majitelem panství Chambellay z tohoto rodu byla nejspíš Nicole-Anne Constance de Montalais, dcera Pierra de Montalais.

## Někteří členové rodu
- Mathurin de Montalais, předek rodu, měl za manželku Jeanne de la Jaille, byl nejvyšší komoří francouzského krále Ludvíka XI. Král mu udělil právo rybolovu v krajině Mayenne. V roce 1480 se stal pánem rozsáhlých lesů v Anjou. Měl syna Jeana de Montalais (1460-?).
- Ambroise de Montalais, byl synem Robina de Montalais, pána na Chambellay, a jeho manželky Isabeau de Vernée, paní na Forges. (?-1367). Oženil se s Jeanne Pointeau, paní na Bois-Dauphin. Jeho děti byly Hugues de Montalais, Jeanne de Montalais, Raoulette de Montalais, paní de La Barbée.
- René de Montalais, pán na Chanzé, syn Mathurina a Renée de Goulaine, paní na Daon a Chanzé. Oženil se s Louise de Malestroit, paní na Ker, s níž měl syna Mathurina, pána ve Fromentières a kapitána královského vojska.
- Mathurin de Montalais (1525–1603), byl poradcem a duchovním francouzského krále a opatem kláštera. Zemřel 12. ledna 1603 ve věku 78 let a byl pohřben na svém opatství. Jeho sourozenci byli Françoise de Montalais, René de Montalais a Robert de Montalais.
- Robert de Montalais, druhý syn Mathurina de Montalais, pána na Chambellay a Fromentières a Renée de Goulaine, paní na Daon a Chanzé. Zemřel 24. srpna 1556. Sourozenci byli Françoise de Montalais, René de Montalais a Mathurin de Montalais.
- François de Montalais, syn Roberta de Montalais. Dne 18. září 1579 se oženil s Jacqueline de Beuil. Byl strážcem komnat krále Jindřicha III. Vyučoval společnost pána de Breuil-Fontaine, rytíře řádu Saint-Michel.
- Mathurin de Montalais (narozen ? - zemřel v únoru 1633), byl pánem ve Fromentières, vikomtem de Guer, baronem du Plessis de Ker. Byl kapitánem pluku, ve kterém velel padesáti ozbrojeným mužům. Vzal si za manželku Annu Le Voyer.
- Françoise de Montalais, jejím manželem byl René de Bueil, hrabě de Sancerre, hrabě de Marans, baron de Châteaux. Měli spolu pět dětí. Nejstarší z nich, Jean de Bueil, si vzal za manželku v roce 1660 svou sestřenici Françoise Charlotte de Montalais (viz níže).
- Anne de Montalais (1600–1672), řeholnice, od roku 1644 byla pomocnicí abatyše kláštera v Pré. V roce 1661 byla sama jmenována abatyší tohoto kláštera. Zemřela ve věku 72 let dne 11. května 1672.

## Pierre de Montalais ajeho dcery

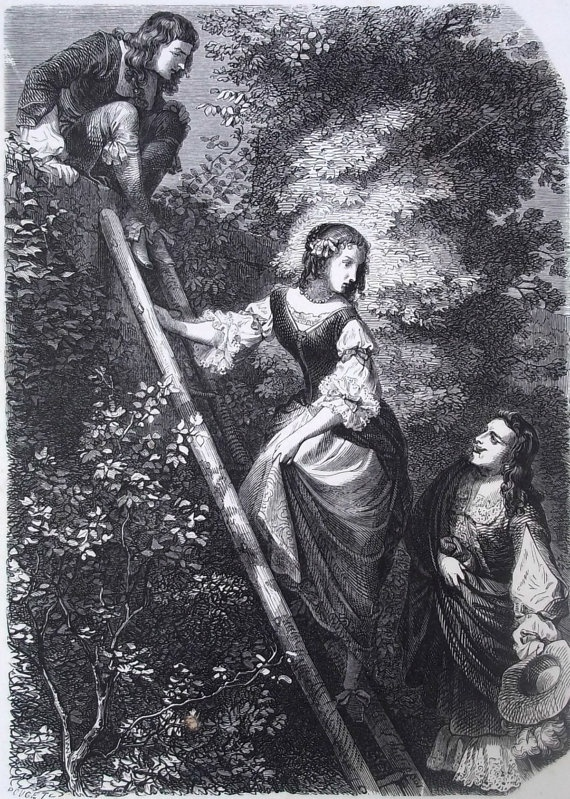
Aure de Montalais ve společnosti dvou mužů

### Pierre de Montalais
Pierre de Montalais (1616–1659) se narodil jako syn Mathurina de Montalais, tehdejšího pána na Chambellay, a Anny le Voyer. Roku 1632 se oženil se šlechtičnou Renée Le Clerc de Sautré (narozena v Paříži roku 1620-?), s níž měl dvě dcery, starší Françoise-Charlotte a mladší Nicole-Anne Constance. Pierre zemřel v roce 1659, datum úmrtí jeho ženy známo není, nicméně je jisté, že se nedožila roku 1660.

### Françoise-Charlotte de Montalais
Starší ze dvou sester Françoise-Charlotte de Montalais (1633–1718) se stala nejprve hraběnkou de Marans, když se roku 1660 provdala za hraběte Jeana de Bueil. Po jeho smrti (1665) se stala milenkou vévody Jindřicha de Bourbon-Condé (francouzsky Henri Jules de Bourbon-Condé, 1643–1709). S vévodou de Bourbon-Condé měla dceru Julie de Guenani (nebo také de Bourbon), která se 5. března 1696 provdala za Armanda de Madaillan, markýze de Lesparre (1652–1734).
Je známá především z dopisů Marie de Sévigné, které adresovala své dceři, ale svým obsahem připomínají spíš deník. V dopisech je ovšem Françoise-Charlotte líčena v negativním světle. Madame de Sévigné ji pomlouvá a většinou ji nazývá ”Maranska” či ”Meluzína” (kvůli tomu, že rod Montalais odvozoval svůj původ od rodu Luisignanů, kteří byli s touto pověstí spojení). V dopisech je občas zmiňována i její sestra Nicole-Anne, ale nemá tam velkou úlohu.
Kromě s Madame Sévigné se znala také s Marie-Madeleine de La Fayette a Françoisem de La Rochefoucauld, se kterým byla příbuzná a údajně ji oslovoval ”matinko.”

### Nicole-Anne Constance de Montalais
Nicole-Anne Constance de Montalais (* asi 1641), paní na Chambellay (* asi 1641), byla francouzská šlechtična, dvorní dáma na dvoře francouzského krále Ludvíka XIV. Stala se předobrazem postavy Aurélie (Aure) de Montalais v románu Alexandra Dumase Tři mušketýři ještě po deseti letech.
Obě sestry Montalaisové, Nicole-Anne a Françoise, si byly blízké. Byly příbuzné s Marií de Hautefort, dvorní dámou královny-matky Anny Rakouské. Nicole-Anne de Montalais vyrůstala od mládí až do svých osmnácti let na rodinném panství Chambellay se svým otcem, matkou a sestrou. Po smrti otce (1659) se její sestra vdala a ona se asi v osmnácti letech stala dvorní dámou na dvoře Gastona Orleánského, kde se seznámila s Louisou de La Vallière a stala se její nejlepší přítelkyní a důvěrnicí. Pak se spolu s Louisou přestěhovala do Paříže, do zámku Louvre, kde se obě staly dvorními dámami Henrietty Stuartovny, manželky Filipa I. Orleánského, bratra krále Ludvíka XIV. K překvapení dvora se Louise de la Vallière stala oficiální milenkou tohoto francouzského krále, kterého skutečně milovala.
Nicole-Anne Constance se velmi spřátelila se svou paní Henriettou, původem Angličankou, a byla její tajemnicí a rádkyní. Na dvoře Ludvíka XIV. se seznámila také s Athénaïs de Rochechouart, později známou jako Madame de Montespan, další milenkou krále Ludvíka XIV. Z dobových záznamů lze dovodit, že tajně intrikovala a později pracovala pro královnu Marii Terezu, manželku krále Ludvíka XIV., které Nicole-Anne Constance donášela zprávy o mileneckém vztahu mezi Louisou de La Vallière a Ludvíkem. Ačkoliv slečna de Montalais oplývala mnoha ctnostmi a byla velmi krásná, byla nakonec ode dvora Ludvíka XIV. vyhnána, a to na popud královny-matky Anny Rakouské.
Někdy v roce 1662 byla internována v pařížském klášteře Saint-Martin-des-Champs. Od listopadu téhož roku až do roku 1665 byla donucena žít ve vyhnanství v klášteře Fontevrault, později se ale pravděpodobně vrátila na rodinné panství Chambellay. Je možné, že nějaký čas pobývala také ve Španělsku. Navštěvovala Paříž, především svou setru Françoise, která chvíli pobývala u Marie de Hautefort. Není jisté, kdy Nicole-Anne Constance de Montalais zemřela, ale mohlo to být kolem roku 1710, protože pravděpodobně v tomto roce přešlo toto panství na rodinu de Racapé z toho důvodu, že Nicole-Anne byla poslední svého rodu, bez potomků, kteří by panství po ní převzali. To jsou poslední známé informace o Nicole-Anne Constance de Montalais.

#### Literární postava Aure de Montalais

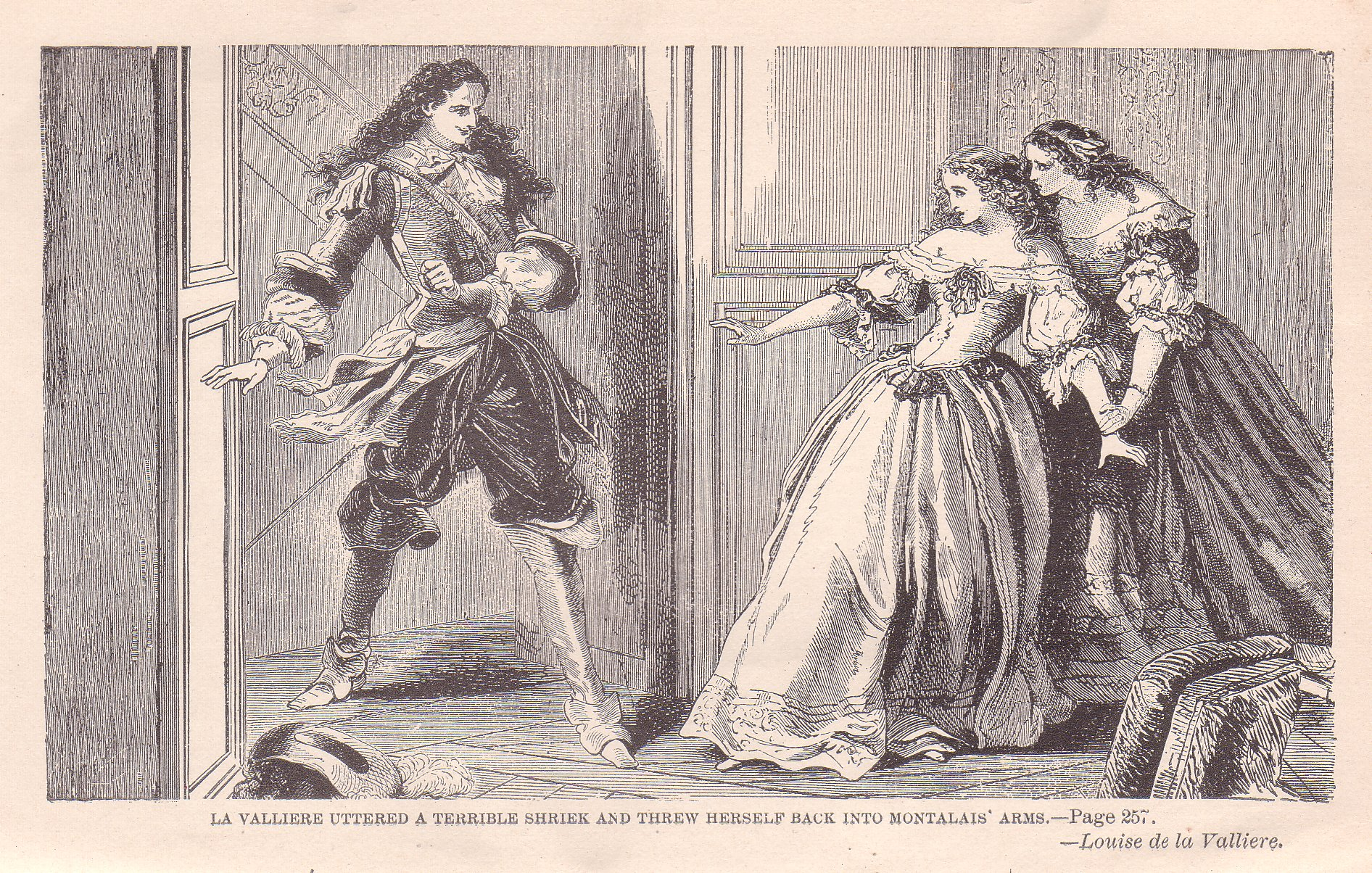
Aure de Montalais, Louise de La Vallière a vikomt Raoul de Bragelonne

V románu Alexandra Dumase staršího s názvem Tři mušketýři ještě po deseti letech (ve francouzském originále Le Vicomte de Bragelonne) vystupuje jako slečna Aurélie (Aure) de Montalais. Je dvorní dámou na dvoře Gastona Orleánského a pak Henrietty d'Orleáns, stejně jako slečna Louise de La Vallière, se kterou Aure sdílela na zámku v Blois společný pokoj. Stala se její důvěrnou přítelkyní, ale i přes přátelství o ní shromažďovala informace, především v době, kdy Louisa byla milenkou krále Ludvíka XIV. Byla považována za pletichářku, avšak velmi charismatickou, šarmantní, temperamentní a především velmi půvabnou dívku.
V tomto dílu slavného románu, který začíná roku 1660, je Aure de Montalais popisována jako veselá a všímavá dívka kolem 18 až 20 let, s kaštanovými vlasy a melodickým hlasem. Je velmi vzdělaná, moudrá, lstivá a vychytralá, ovládá mnoho jazyků a dokonale rozumí politice. Dokáže každého rozesmát. Ráda poslouchá i sama vymýšlí různé vtipné příběhy. Někdy i škádlí své přátele.
Aure se v románu (ani ve skutečném životě jako Anne-Nicole de Montalais) nikdy neprovdala. V románu je možná alespoň na chvíli zamilovaná do muže jménem Malicorne, který slečnu obdivuje, avšak nemiluje ji. Jde o ambiciózního mladíka, syna syndika, do kterého se Aure zamilovala (i když si to sama nepřizná), a který ji jen využívá a snaží se přes ni povýšit u dvora. Má sice v plánu si ji vzít, ale jen pro svůj vlastní prospěch. Jeho plány mu ale pokazí král Ludvík XIV. či královna Anna, která slečnu Aure na přání vévodkyně Henrietty pošle do vyhnanství. Na Malicorna bude zapomenuto a jeho plány zůstanou neuskutečněny.
Románová Aure po vyhnanství odjela na panství své rodiny. Literární postava je velmi podobná té historické, jak popisově, tak dějově, až na některé spíše drobné odlišnosti. V románu není napsáno téměř nic o její rodině, je však pravděpodobné, že Aure v románu nemá sestru a je tudíž jedináček.

#### Příbuzní Nicole-Anne Constance de Montalais
- René de Montalais – praděd
- Louise Malestroit – prababička
- Mathurin de Montalais – děd (? – zemřel v únoru 1633)
- Anne Le Voyer – babička
- Pierre de Montalais – otec (1616–1659)
- Renée Le Clerc de Sautré – matka (1620-?)
- Françoise-Charlotte de Montalais – sestra (1633–1718)
- Renée de Montalais – teta
- Louise de Montalais – teta
- Françoise de Montalais – teta (zesnula v raném věku)
- Françoise de Montalais – další teta
- Gabriel de Montalais – strýc (? – 1632, Metz)
- René de Montalais – strýc